# Видеочат

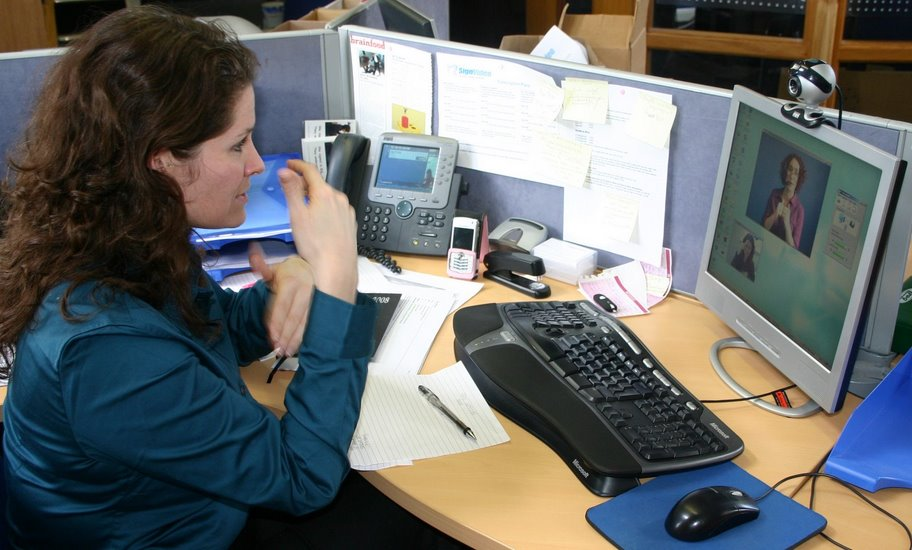
Использование видеоконференции на рабочем месте. Обратите внимание на веб-камеру на мониторе. Также отдельно интересен видеотелефон в дальнем углу стола.

Видеочат — разновидность чата — онлайн-сервис, позволяющий пользователям Интернета общаться, в дополнение к текстовой переписке, в аудио и видео (посредством веб-камеры) режиме.  Видеочат может служить платформой для проведения всевозможных видеоконференций, видеотрансляций, онлайн-семинаров, видеозвонков и т.п.

## История
В ноябре 2009 года московский школьник, ученик 11 класса Андрей Терновский, запустил видеочат Chatroulette.com, который приобрёл большую популярность среди пользователей интернета. За полгода посещаемость ресурса выросла почти в 100 раз. Популярности способствовала простота использования сервиса и аскетичный дизайн состоящий из трёх окон и двух кнопок управления.
В декабре 2011 года социальная сеть Google+ объявила об открытии сервиса видеосвязи «Hangout», позволяющего организовать видеосвязь не только с персональных компьютеров, но и мобильных устройств.
В июне 2012 года идея Терновского получила своё продолжение в проекте «Airtime» Шона Паркера и Шона Фэннинга, которые задались целью улучшить сервис видеознакомств, искоренив такое отрицательное явление, присутствующее в Chatroulette.com, как мужской эксгибиционизм. Достичь это предполагается путём привязки аккаунта в видеочате к учётной записи в социальной сети Facebook.
Не остались в стороне и российские медиахолдинги. Инвестиционная группа Mail.Ru Group в декабре 2010 года объявила о доступности тестовой версии видеочата в социальной сети Одноклассники.ru. Социальная сеть Вконтакте в начале января 2012 года также начала предоставлять сервис видеосвязи для своих пользователей. Юрий Мильнер, совладелец Mail.Ru Group, заявил о своём участии в проекте «Airtime» в размере $8 млн.